# Roodkopgraszanger
De roodkopgraszanger (Cisticola ruficeps) is een zangvogel uit de familie Cisticolidae.

## Verspreiding en leefgebied
Deze soort komt voor in centraal Afrika en telt drie ondersoorten:
- C. r. ruficeps: van Tsjaad tot westelijk en zuidwestelijk Soedan.
- C. r. scotoptera: van centraal Soedan tot Eritrea.
- C. r. mongalla: zuidelijk Soedan en noordelijk Oeganda.

## Status
De grootte van de populatie is niet gekwantificeerd maar de soort wordt omschreven als plaatselijk algemeen. Op de Rode lijst van de IUCN heeft deze soort de status niet bedreigd.